# Lê Quang Liêm
Lê Quang Liêm (Ciudad Ho Chi Minh, 13 de marzo de 1991) es un ajedrecista vietnamita Gran Maestro desde 2006. 
En 2005 ganó el campeonato del mundo under 14 de Belfort y compitió en las Olimpiadas de ajedrez por Vietnam en 2006, 2008, 2010, 2012, 2014 y 2016.
Hasta la fecha su mejor ranking Elo ha sido 2723.